# ドラネール
ドラネール（Draner）のペンネームで知られるジュール・ジョゼフ・ジョルジュ・ルナール（Jules Joseph Georges Renard、1833年11月12日 - 1926年8月30日）はベルギー生まれのフランスのイラストレーター（風刺画家）、舞台の衣装デザイナーである。さまざまな絵入り新聞のために風刺画や似顔絵を描いた。演劇の衣装デザインをしたことでも知られる。

## 略歴
リエージュで生まれた。父親は出版会社、書店を経営し、リエージュの暦(Almanac of Mathieu Lansberg)を出版したこともあった。学校を卒業した後、亜鉛鉱山の会社（Société des Mines et de Zinc de la Vieille Fonderies-Montagne、後のユミコア）で事務職として働き始めた。余暇に似顔絵を描き始め、姓の「Renard」のアナグラムから「Draner」のペンネームで地元の新聞の挿絵を描くようになり 、1852年から1861年の間は版画家のフェリシアン・ロップスが創刊したブリュッセルの風刺雑誌「Uylenspiegel」のために働いた。ペンネームは「Paf」を使うこともあった。
1861年に鉱山会社のパリの支店に移った。パリでは各国の兵士を風刺的に描いた版画集「Types militaires de toutes les nations」「Nouvelle vie militaire」「 Le colonel Ramollot」などを出版した。1866年からパリの絵入り雑誌「シャリバリ」（Le Charivari）の挿絵を描き始め、1879年にアメデ・ド・ノエが亡くなると、「シャリバリ」の常任イラストレーターになった。「シャリバリ」以外に 「La Caricature」や「 L'Eclipse」、「Le Monde Classique」、「Paris-Comique」、「イリュストラシオン」、「ル・モンド・イリュストレ」、「Le journal amusant」、「Petit Journal」といった新聞、雑誌にも挿絵を描いた。
1864年から1893年の間は劇場やオペラハウスの衣装デザイナーとしても働き、ミラノのスカラ座やロンドンのドゥルリーレーン・シアター・ロイヤルなど各国の劇場で演じられたジャック・オッフェンバックのオペレッタなどの演劇の衣装デザインをした。
レジオンドヌール勲章（シュバリエ）を受勲した。

## 作品

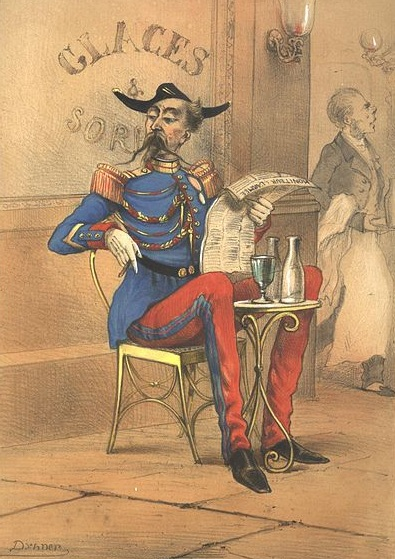
近衛胸甲騎兵
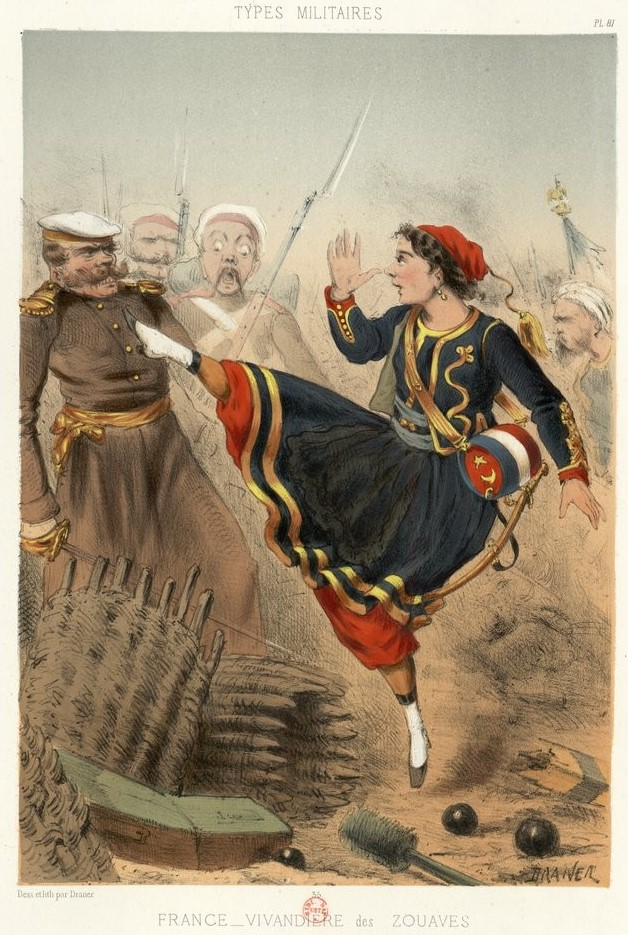
ズアーブ兵
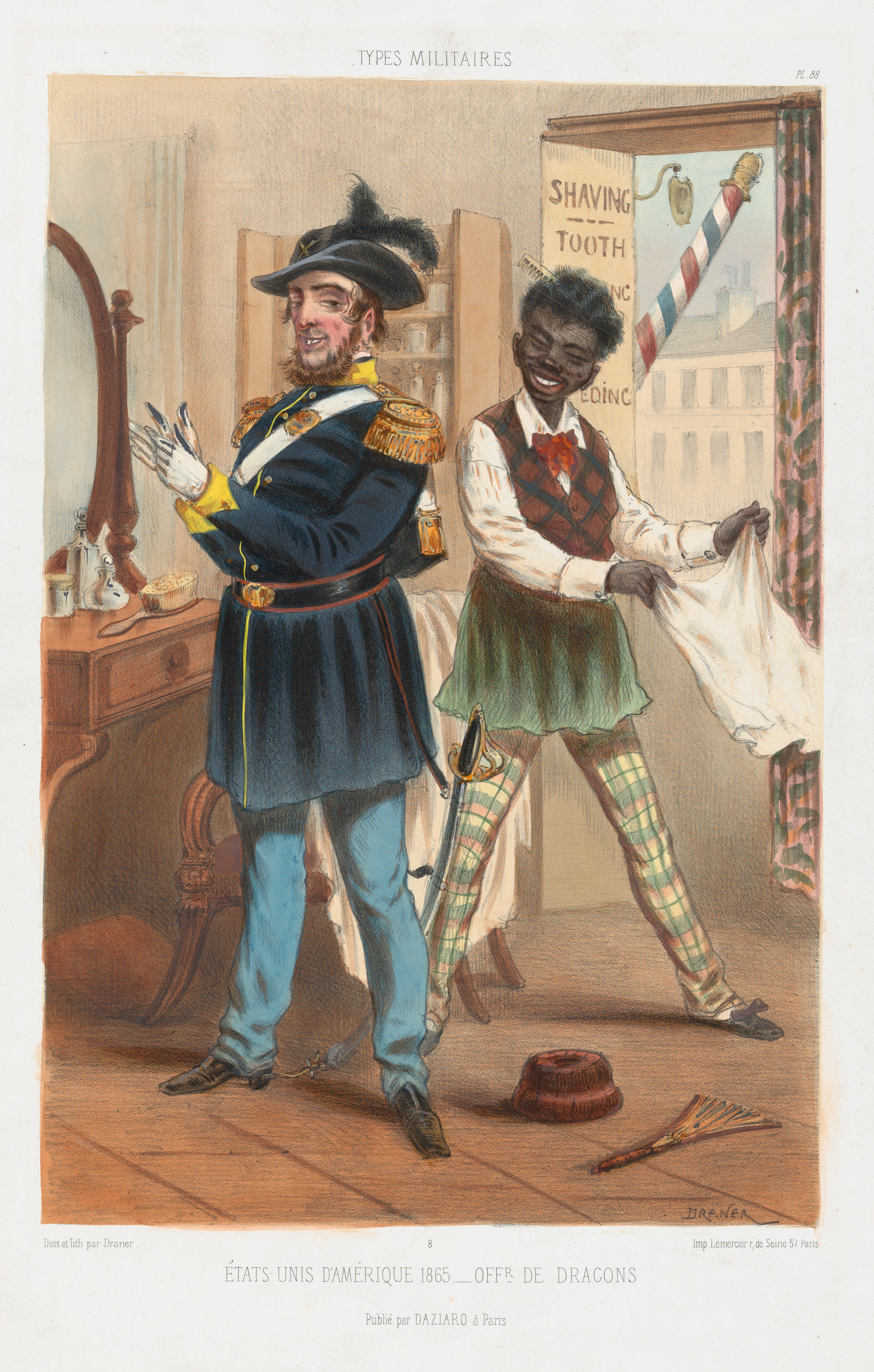
アメリカの騎兵
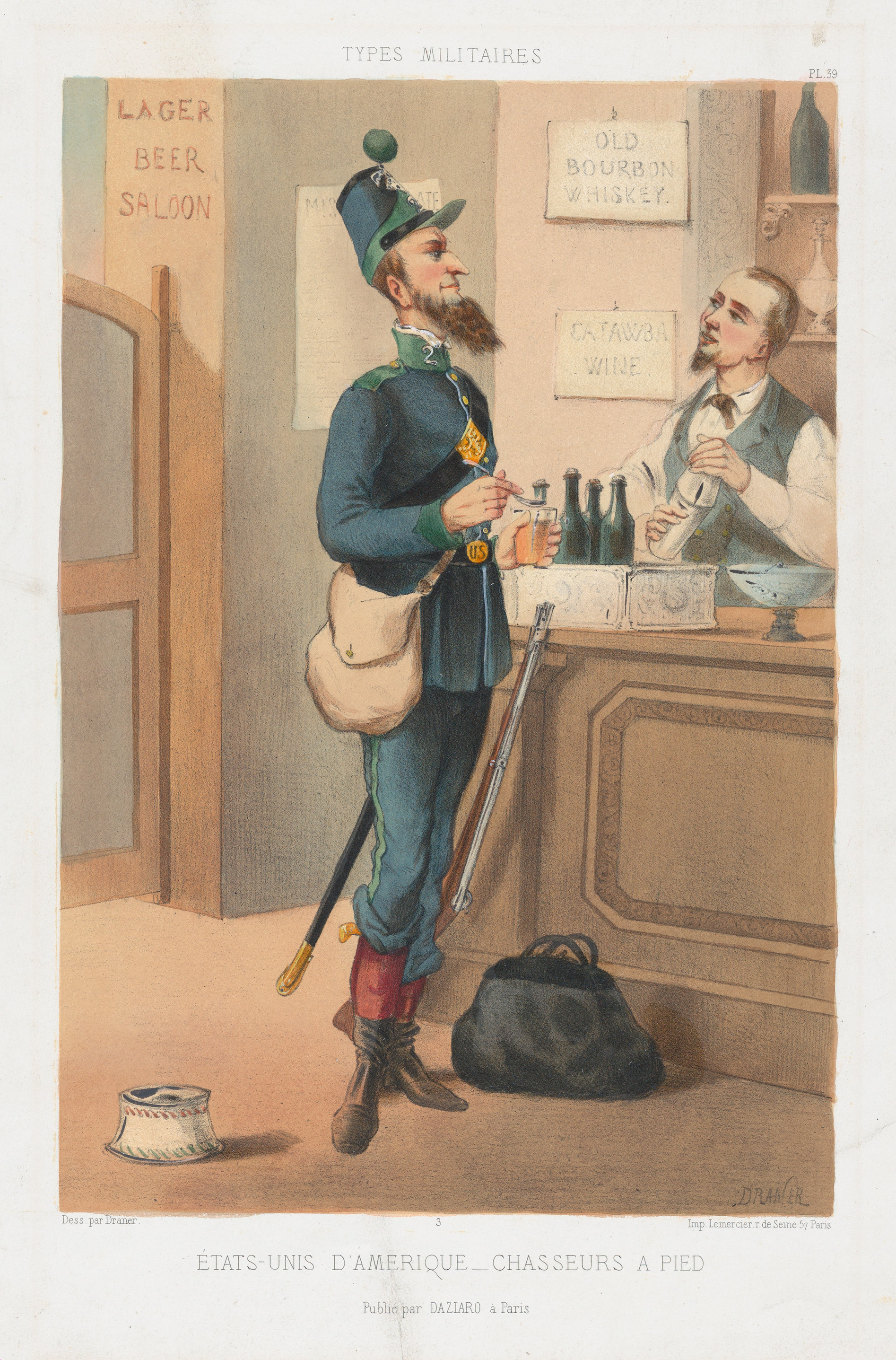
アメリカの猟兵
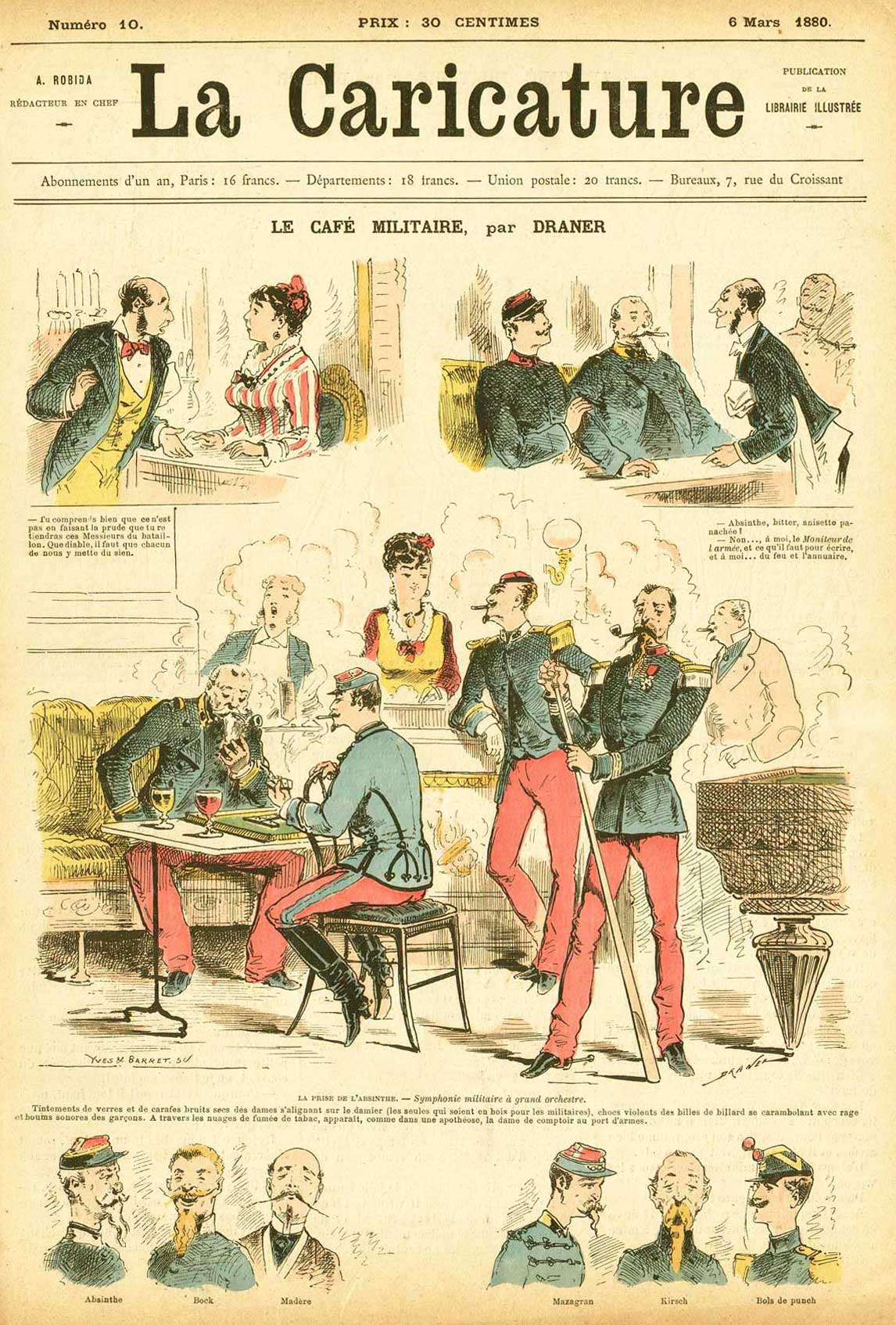
「La Caricature」挿絵
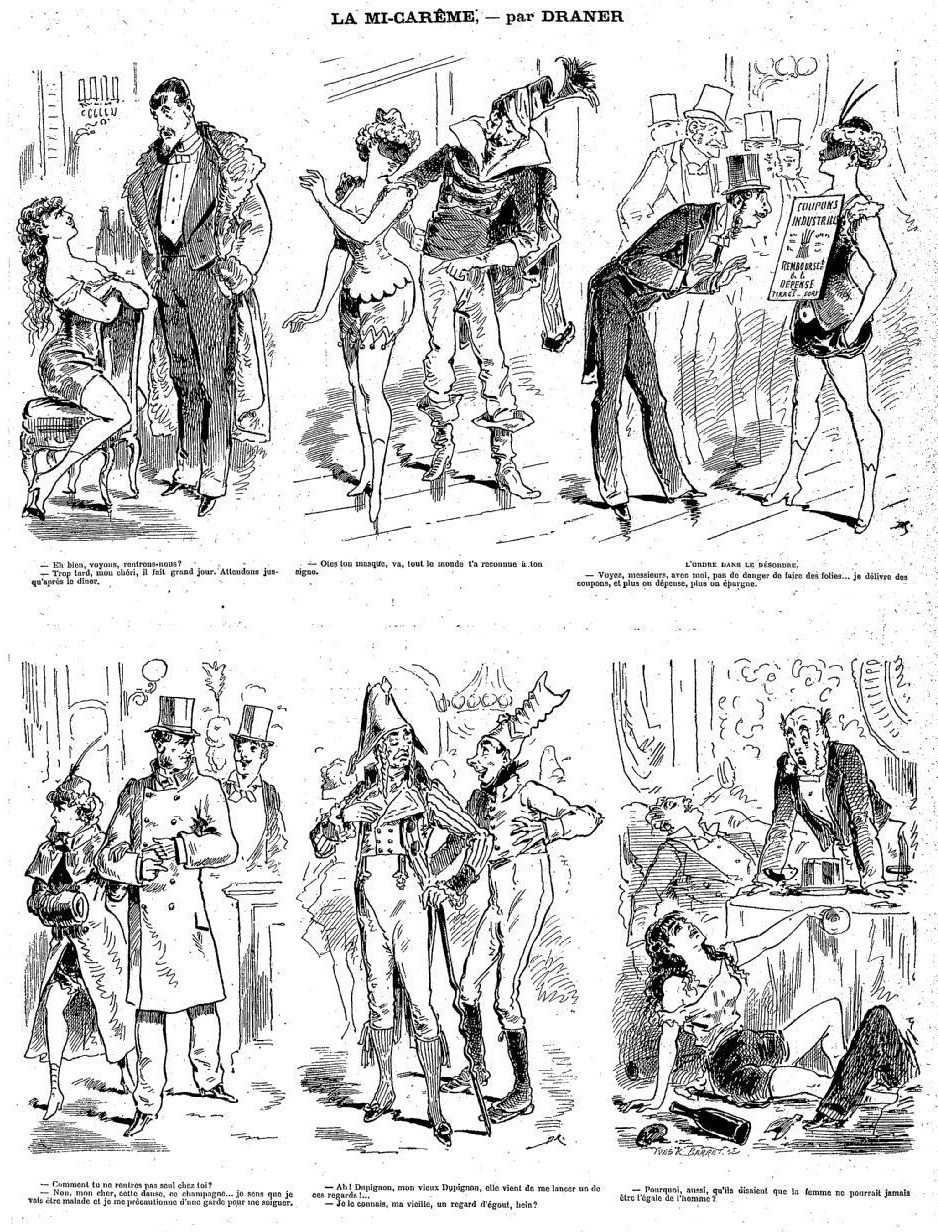
パリのカーニバル(Mi-Carême)
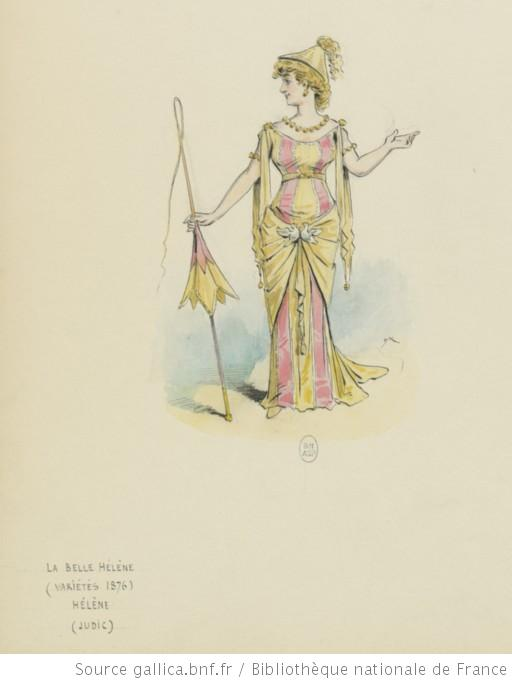
『美しきエレーヌ』の衣装デザイン
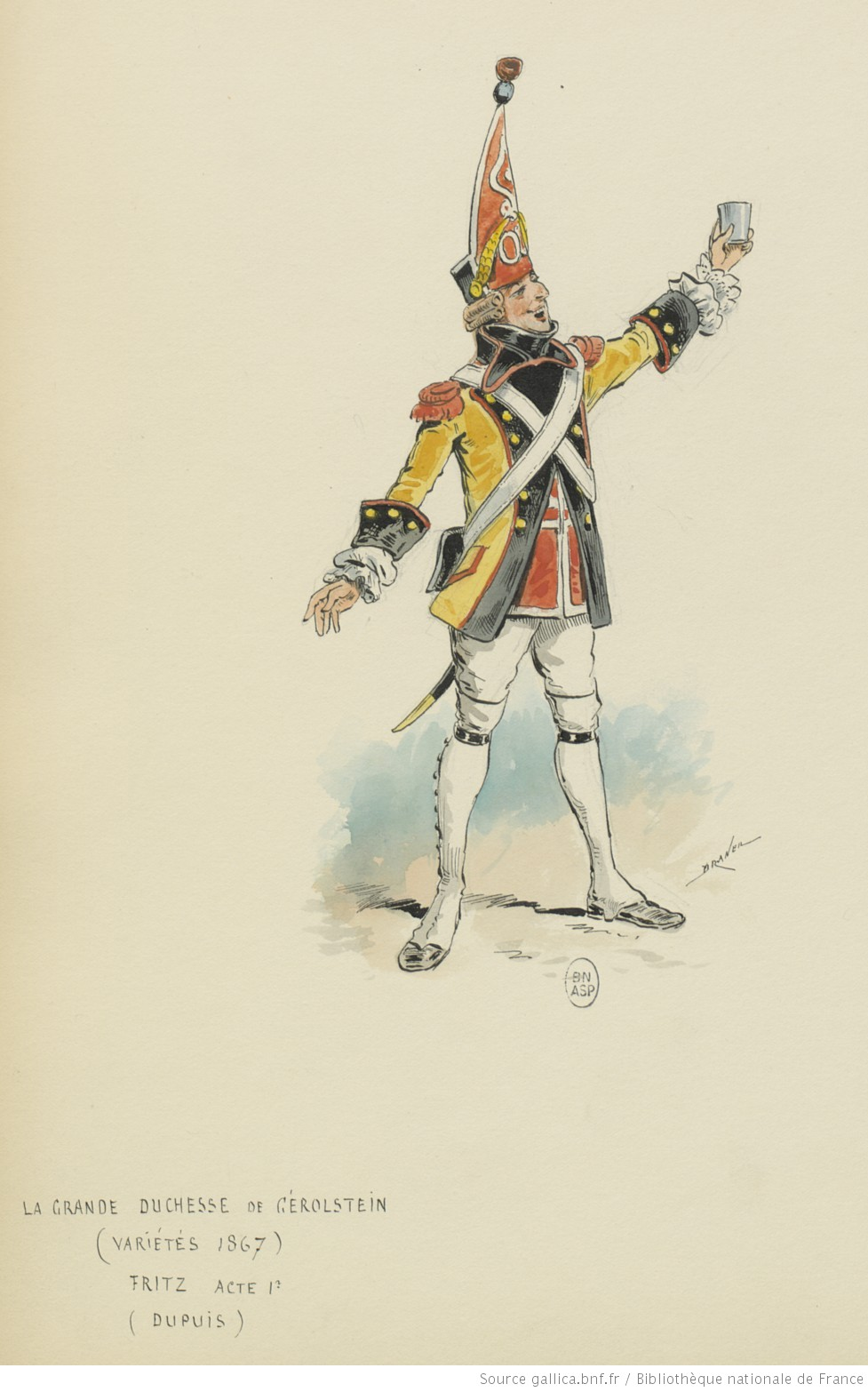
『ジェロルスタン女大公殿下』の衣装デザイン